# Can Barbeta (Pineda de Mar)
Can Barbeta és una obra de Pineda de Mar (Maresme) inclosa a l'Inventari del Patrimoni Arquitectònic de Catalunya.

## Descripció
Casa de carrer amb planta baixa i pis, i coberta a dues aigües, una per la banda del carrer i l'altra pel pati posterior, perpendicular a la façana -molt interessant, amb portal dovellat rodó i finestra amb característiques pròpies del segle XVII i XVIII-. Els elements de la façana són difícils de distingir ja que està pintada de color blanc. A la banda dreta del portal hi ha una finestra recentment eixamplada que trenca el conjunt de la façana.